# ماكوتو إيكيدا
ماكوتو إيكيدَ (باليابانية: 池田 誠) (8 يوليو 1977 في نيغاتا في اليابان – )؛ هو لاعب كرة قدم ياباني سابق كان يلعب كلاعب وسط.

## وصلات خارجية
- ماكوتو إيكيدا على موقع رابطة كرة القدم اليابانية للمحترفين (اليابانية)